# Búbos hangyászgébics
A búbos hangyászgébics (Taraba major) a madarak osztályának verébalakúak (Passeriformes) rendjébe és a hangyászmadárfélék (Thamnophilidae) családjába tartozó Taraba nem egyetlen faja.

## Rendszerezése
A fajt Louis Pierre Vieillot francia ornitológus írta le 1816-ban, a Thamnophilus nembe Thamnophilus major néven.

## Alfajai
- Taraba major borbae (Pelzeln, 1868)
- Taraba major duidae Chapman, 1929
- Taraba major granadensis (Cabanis, 1872)
- Taraba major major (Vieillot, 1816)
- Taraba major melanocrissus (P. L. Sclater, 1860)
- Taraba major melanurus (P. L. Sclater, 1855)
- Taraba major obscurus Zimmer, 1933
- Taraba major semifasciatus (Cabanis, 1872)
- Taraba major stagurus (Lichtenstein, 1823)
- Taraba major transandeanus (P. L. Sclater, 1855)[2]

## Előfordulása
Mexikó déli részén, Közép-Amerikában és Dél-Amerika nagy részén honos. A természetes élőhelye szubtrópusi és trópusi síkvidéki- és hegyi esőerdők, valamint szavannák és cserjések. Állandó, nem vonuló faj.

## Megjelenése
Testhossza 19–20 centiméter, testtömege 50–70 gramm. Felálló tollbóbitája és gébicsekre jellemző kampos csőre van. A hím feje és háti része fekete, a tojóé barna, a torkuk és a hasi részük fehér.
|  |  |

## Életmódja
Különféle rovarokkal és egyéb ízeltlábúakkal, csigákkal és más puhatestűekkel táplálkozik, de fogyaszt kisebb gerinceseket is, beleértve a gyíkokat és békákat.

## Szaporodása
Csésze alakú fészkét bokrokra készíti.

## Külső hivatkozás
- Képek az interneten a fajról
- Internet Bird Collection - videók a fajról
- Xeno-canto.org - a faj hangja és elterjedési területe